# 汶川无尾果
汶川无尾果（学名：Coluria oligocarpa）为蔷薇科无尾果属的植物，是中国的特有植物。分布在中国大陆的四川等地，多生长在山沟草丛中，目前尚未由人工引种栽培。